# 社會保障法
《社会保障法》（Social Security Act of 1935）是美国第74届国会於1935年颁布的法律，由美国总统富兰克林·德拉诺·罗斯福簽署生效。在該法設立前，美国是當時唯一一個没有社会保障制度的發達国家。该法是罗斯福新政的一部分。
此後美國當局根據該法推行美国社会安全保险以及美國失业保险。美國社保所需的資金一部分來自於工資稅，職工退休後可以領取一定金額的退休金。美國推行社保後，老年人的贫困率大幅下降，社会保障支出也在美國联邦预算中佔有很大一部分比重。
一个由美國各州管理的失業保險计划和抚养未成年儿童家庭援助计划也是依據社会保障法而設立。抚养未成年儿童家庭援助计划主要內容是向由单身母亲擔任户主的家庭提供帮助。
该法后来被1965年通過的《社会保障法修正案》等法案所修正。